# Tropicophyllum maculosum
Tropicophyllum maculosum är en insektsart som först beskrevs av Bowen-jones 2000.  Tropicophyllum maculosum ingår i släktet Tropicophyllum och familjen vårtbitare. Inga underarter finns listade i Catalogue of Life.